# Ливели (Бреша)
Ливели је насеље у Италији у округу Бреша, региону Ломбардија.
Према процени из 2011. у насељу је живело 56 становника. Насеље се налази на надморској висини од 78 м.